# Сачиго
Сачиго (на английски: Sachigo River) е река в централната част на Канада, северозападната част на провинции Онтарио, ляв приток на река Севърн. Дължината ѝ от 380 км ѝ отрежда 100-тно място в Канада.
Река Сачиго изтича от езерото пасатеко (272 м н.в.) в северозападната част на провинция Онтарио. Тече на североизток, преминава през езерото Сачиго, изтича от него на север, пресича езерото Литъл Сачиго и се насочва на изток, а след това на североизток. На около 100 км преди устието си завива на изток, приема отляво най-големия си приток река Бивър Стоун и се влива отляво в река Севърн, на 70 м н.в.
Основните ѝ притоци са Бивър Стоун (ляв) и Морисън (десен).
Многогодишният среден дебит в устието на Сачиго е 144 m3/s, като максималният отток е през юни и юли – 192 m3/s, а минималния през февруари-март – 105 m3/s. Снежно-дъждовно подхранване. От ноември до май реката замръзва.
По течението на река има само едно селище – Сачиго Лейк, разположено на северния бряг на езерото Сачиго.